# Nathan Doyle
Nathan Luke Robert Doyle (ur. 12 stycznia 1987 w Derby) – angielski piłkarz występujący na pozycji obrońcy lub pomocnika. Od 2012 roku jest zawodnikiem Bradford City. Był reprezentantem Anglii U-16, U-17 oraz U-20.

## Kariera
Doyle karierę rozpoczynał w Derby County. Do jego pierwszej drużyny, wówczas występującej w drugiej lidze został przesunięty w 2003 roku. W barwach Derby zadebiutował 1 listopada 2003 w przegranym 0-3 ligowym meczu z Preston North End. W debiutanckim sezonie 2003/2004 zagrał w sumie dwa razy. W kolejnych sezonach nadal był rezerwowym Derby i w ciągu dwóch lat rozegrał tam sześć spotkań. W lutym 2006 został wypożyczony do Notts County. Grał w nim do końca sezonu, a potem powrócił do Derby. Został jednak ponownie wypożyczony, tym razem do Bradford City. Wystąpił w 28 meczach, a 31 stycznia 2007 za 100 tysięcy funtów został sprzedany do Hull City, podobnie jak Derby grającego w drugiej lidze.
W nowym klubie pierwszy występ zanotował 6 maja 2007 w przegranym 1-2 meczu z Plymouth Argyle. Było to jednak jedyne spotkanie rozegrane przez niego w sezonie 2006/2007 w barwach Hull. W następnym sezonie również zaliczył jeden mecz, a na koniec rozgrywek ligowych zajął z klubem trzecie miejsce i po wygranych barażach awansował z nim do ekstraklasy. W Premier League zadebiutował 26 grudnia 2008 w przegranym 1-5 spotkaniu z Manchesterem City.
W Hull City Doyle nie był podstawowym zawodnikiem i 18 września 2009 roku został wypożyczony do Barnsley. Zadebiutował tam w ligowym meczu z Swansea City (0-0). 14 stycznia 2010 roku Barnsley wykupiło Doyle’a na stałe.